# مذكرات أميرة (رواية)
مذكرات أميرة هي رواية تتناول بشكل مشوق لا يخلو من روح الفكاهة حياة فتاة أمريكية تدعى ميا تعيش في نيويورك مع أمها أحادية الزواج عن مشاكلها في البيت وفي المدرسة سيما وأنها فتاة ليست جميلة بشكل خاص.
تتطور المذكرات وتأخذ منحى جديداً عندما تكتشف الفتاة أنها ابنة أحد الامراء في أوروبا وو فقاً لذلك يجب أن تتصرف بحسب ما تمليه عادات النبلاء وعلية القوم ولهذا الغرض تأتي إليها عمتها العجوز المحنكة من الإمارة إلى نيويورك لتعلمها أصول آداب التصرف في بيوت الامراء.